# Милош Московљевић
Милош Московљевић (Варна, новембар 1884 — Београд, 1968) српски је лингвиста, филолог, политичар, министар. Основну школу и Гимназију завршио је у Шапцу, а Словенску филологију на Београдском универзитету 1908. Студирао је Руски језик у Москви и Петровграду, а докторирао 1928. Запослен је као суплент затим и професор у гимназијама у Нишу и Београду. Милош Московљевић је био опуномоћени министар у Ослу и Каиру, народни посланик, министар. Бавио се научним и књижевним радом. Говорио је руски, немачки, француски и енглески језик.
У јулу 1940. био је жртва разбојничког напада у својој кући, када је повређен.

## Дела
Др. Московљевић је објавио 123 стручна и научна рада. Писац је „Речника савременог српскохрватског књижевног језика с језичким саветником” из 1966. године, који садржи око 50.000 одредница. Мало после издавања Речник је забрањен одлуком Окружног суда у Београду, формално због дефиниција неких речи (нпр. мај, Илиндан, обзнана, четник, партизан) које имају негативан однос „према социјализму, нашој револуцији и социјалистичкој изградњи”. Критикован је и додатак речнику, „Језички саветник”, углавном због ауторовог односа према кроатизмима. Један примерак Речника сачувала је ћерка аутора, Олга Московљевић. На основу њега и око тридесет сачуваних примерака, Речник је први пут поново штампан 1990. године.